# Antolín Gonzalo
Antolín Gonzalo Martín (Puebla de Sanabria, 11  de abril de 1973) es un entrenador español. Ha entrenado a varios  equipos de Tercera y Segunda Divisiión B entre los que destacan la Gimnástica Segoviana y el Club de Fútbol Fuenlabrada en la Tercera División de España. Formó parte del cuerpo técnico de la selección española de fútbol tanto con Vicente del Bosque, como con Julen Lopetegui. Con la salida de este último hacia el Real Madrid, pasó a formar parte del equipo blanco, abandonando el mismo tras el despido del entrenador guipuzcoano. 

## Trayectoria
El técnico sanabrés comenzó su aventura en la UD Salamanca en las categorías inferiores. Su experiencia en Segunda B la adquirió con el Guijuelo y con el Marbella, mientras que en Tercera realizó grandes temporadas con algunos equipos como el caso de la Gimnástica con la que acabó primera en la fase regular obteniendo un 81% de victorias.
El Club Deportivo Huracán Z contrató a Antolín Gonzalo en el mes de diciembre de 2009 tras la destitución de Luis Cembrano. De su mano llegaron un importante número de jugadores que consiguieron revolucionar a un equipo que no estaba cumpliendo las expectativas. En esta segunda vuelta, el Huracán Z remontó puestos y llegó a estar en fase de ascenso hace un par de jornadas y aún está con opciones de conseguir esa cuarta plaza.
En la temporada 2010/11 fichó por el Antequera en la Tercera División donde realizó una buena campaña peleando por los puestos de ascenso hasta las últimas jornadas.
En la temporada 2011/2012, tras haber llegado al Club de Fútbol Fuenlabrada a mitad de temporada, cuando el club estaba en mitad de la tabla, consiguió hacer al equipo campeón de liga. y ascenderlo a la Segunda división B del fútbol español. Pese a eso, el club decidió no renovar el contrato.
A continuación pasó a formar parte del cuerpo técnico de la selección española de fútbol, como analista de Vicente del Bosque y de Julen Lopetegui. En dicha etapa formó parte de la expedición española en la Copa Confederaciones 2013, la Copa del Mundo de Brasil 2014, la Euro 2016 y el Mundial de Rusia 2018.
El 17 de julio de 2018, ficha por el Real Madrid cómo Jefe de Analistas del cuerpo técnico de Julen Lopetegui. Su experiencia termina el 29  de octubre de 2018 con la salida de todo el cuerpo técnico de Julen Lopetegui del Real Madrid.
El 12 de noviembre de 2019, ficha como segundo entrenador por el Vitória Setúbal de la Primeira Liga, incorporándose al cuerpo técnico de Julio Velázquez. A falta de 5 jornadas para  el final de la liga el cuerpo técnico de Julio Velazquez decide salir del club debido a problemas con la directiva finalizando así la estancia de Antolín en el equipo portugués.
Actualmente se encuentra sin equipo.

## Estadísticas cómo primer entrenador
| Club                    | País   | Año       | J   | G   | E  | P  | %G  |
| ----------------------- | ------ | --------- | --- | --- | -- | -- | --- |
| CD Guijuelo             | España | 2003-2006 | 49  | 21  | 15 | 13 | 43% |
| Gimnástica Segoviana CF | España | 2006-2007 | 49  | 39  | 7  | 3  | 80% |
| UD Marbella             | España | 2007-2008 | 29  | 9   | 8  | 12 | 31% |
| CD Móstoles             | España | 2008-2009 | 11  | 3   | 3  | 5  | 27% |
| CD Huracán Z            | España | 2009-2010 | 21  | 11  | 6  | 4  | 52% |
| Antequera CF            | España | 2010-2011 | 38  | 18  | 8  | 12 | 47% |
| CF Fuenlabrada          | España | 2011-2012 | 29  | 18  | 6  | 5  | 62% |
|                         |        | Total     | 226 | 119 | 53 | 54 | 53% |